# اكتئاب
الاكتئاب هو حالة ذهنية من المزاج المنخفض والنفور من النشاط، الذي يؤثر على أكثر من 280 مليون شخص من جميع الأعمار (حوالي 3.5٪ من سكان العالم). يصنف طبيًا على أنه اضطراب عقلي وسلوكي، تؤثر تجربة الاكتئاب على أفكار الشخص، سلوكه، دوافعه، أحاسيسه، وشعوره بالرفاهية. يقال إن الأعراض الأساسية للاكتئاب هي انعدام التلذذ، والتي تشير إلى فقدان الاهتمام أو فقدان الشعور بالمتعة في بعض الأنشطة التي عادةً ما تجلب الفرح للناس. المزاج المكتئب هو أحد أعراض بعض اضطرابات المزاج مثل اضطراب الاكتئاب الشديد أو عسر المزاج؛ هو رد فعل مؤقت طبيعي لأحداث الحياة، مثل فقدان أحد أفراد أسرته؛ وهو أيضا أحد أعراض بعض الأمراض الجسدية، وأحد الآثار الجانبية لبعض الأدوية والعلاجات الطبية. قد يأتي مع الحزن، صعوبة في التفكير والتركيز وزيادة أو نقصان كبير في الشهية والوقت الذي يقضيه في النوم. قد يكون لدى الأشخاص الذين يعانون من الاكتئاب مشاعر الاكتئاب، اليأس والأفكار الانتحارية. يمكن أن يكون على المدى القصير أو على المدى الطويل.

## العوامل

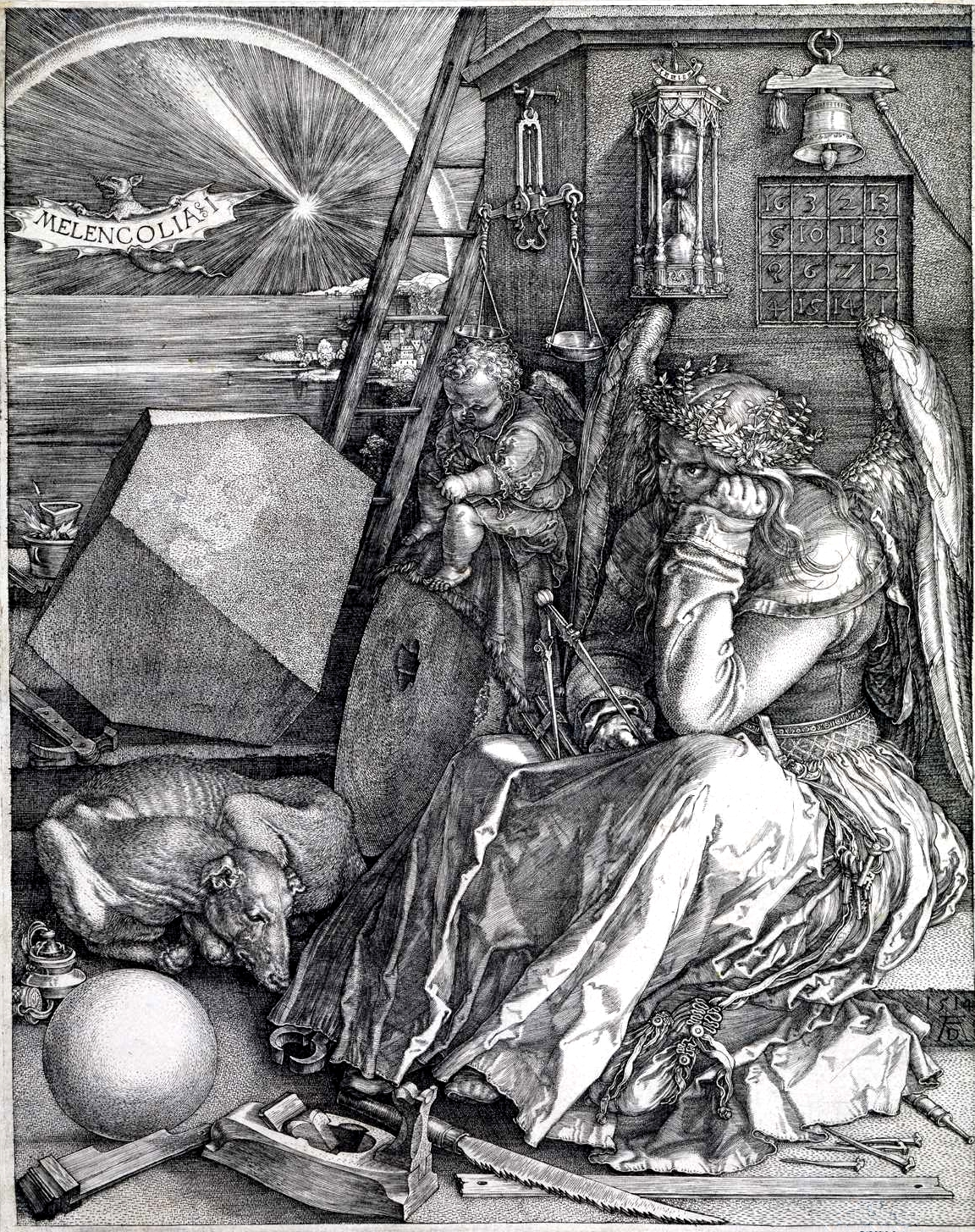

### أحداث الحياة
يمكن أن تسهم الشدائد في مرحلة الطفولة، مثل الفجيعة، الإهمال، الإيذاء العقلي، الإيذاء البدني، الاعتداء الجنسي أو معاملة الوالدين غير المتكافئة للأشقاء في الاكتئاب في مرحلة البلوغ. يرتبط الاعتداء الجسدي أو الجنسي في مرحلة الطفولة على وجه الخصوص ارتباطا كبيرا باحتمال الإصابة بالاكتئاب على مدى حياة الناجي.
تشمل أحداث الحياة والتغيرات التي قد تؤثر على الحالة المزاجية المكتئبة (على سبيل المثال لا الحصر): الولادة، انقطاع الطمث، الصعوبات المالية، البطالة، والإجهاد (مثل العمل، التعليم، الأسرة، الظروف المعيشية، وما إلى ذلك)، التشخيص الطبي (السرطان، فيروس نقص المناعة البشرية، وما إلى ذلك)، التنمر، فقدان أحد أفراد أسرته، الكوارث الطبيعية، العزلة الاجتماعية، الاغتصاب، مشاكل العلاقة، الغيرة، الانفصال أو الإصابة الكارثية.

### العلاجات الطبية
قد يكون الاكتئاب أيضا نتيجة للرعاية الصحية، كما هو الحال مع الاكتئاب الناجم عن الدواء. تشمل العلاجات المرتبطة بالاكتئاب العلاج بالإنترفيرون، حاصرات بيتا، الإيزوتريتينوين، وسائل منع الحمل، مضادات الاختلاج، الأدوية المضادة للصداع النصفي، مضاد الذهان، علاج كهربي، وأدوية أخرى.

### أمراض غير نفسية
يمكن أن يكون المزاج المكتئب نتيجة لعدد من الأمراض المعدية، نقص التغذية، الحالات العصبية، المشاكل الفسيولوجية، بما في ذلك نقص الأندروجينية (عند الرجال)، مرض أديسون، متلازمة كوشينغ، قصور الغدة الدرقية، فرط نشاط الغدة الدرقية، فقر الدم الخبيث، مرض لايم، التصلب المتعدد، مرض باركنسون، والألم المزمن، السكتة، السكري، والسرطان.

### المتلازمات النفسية
الكآبة تصاحب العديد من المتلازمات النفسية كعارض أساسي. فاضطرابات المزاج هي مجموعة من الاضطرابات التي تعتبر الاضطرابات الأساسية للمزاج، تشتمل هذه على:
- الاكتئاب الأساسي: (يطلق عليه أحيانا الاكتئاب الأساسي أو الاكتئاب السريري) ويكون عندما يعاني الشخص من الكآبة ويفقد المتعة أو الاهتمام في أغلب النشاطات لأكثر من أسبوعين.
- الاكتئاب الجزئي، وهو اضطراب مزاجي أقل حدة من الاكتئاب السريري ولكنه يدوم لمدة أطول تصل إلى عدة سنوات.
- الاكتئاب الشديد: ويأتي على شكل نوبة أو نوبات من الاكتئاب فقط. وقد يصاحب هذا النوع من الاكتئاب أعراض ذهانية مثل الهلاوس أو الضلالات.
- الاضطراب ثنائي القطب وتصاحبه فترة أو عدة فترات من ارتفاع غير طبيعي في مستويات الطاقة والابتهاج قد تتخلله فترات من الاكتئاب. عندما تتبع النوبات (الاكتئاب، ثنائي القطب.إلخ) نمطا موسميا يمكننا وصفه باضطراب عاطفي موسمي.
- اضطرابات المزاج: الكآبة عادة ما تصاحب اضطراب الشخصية الحدية واضطراب الإحكام، وهو اضطراب مزاجي يظهر كرد فعل نفسي لحدث أو ضغط معين، بحيث تكون أعراضه حادة سلوكيا وعاطفيا لكنها لا تستوفي معايير فترات الاكتئاب؛ واضطراب ما بعد الصدمة اضطراب قلقي يتبع الصدمات وعادة ما تصاحبه الكآبة.

## أعراض
في عام 2011، طوٌر عدد من الجمعيات المتخصصة مثل الجمعية الألمانية للطب النفسي والعلاج النفسي والطب النفسي الجسدي وعلم الأعصاب (DGPPN) مبادئ توجيهية للرعاية بشأن الاكتئاب. إنها توصي بالتمييز بين ثلاثة أعراض رئيسية وسبعة أعراض إضافية للتشخيص وفقًا لـ المراجعة العاشرة للتصنيف الدولي للأمراض.
الأعراض الرئيسية هي:
- المزاج المكتئب والتفكير السلبي: يتميز الاكتئاب بتقلبات مزاجية شديدة، وفي حالة الاكتئاب الشديد، الشعور بعدم الإحساس أو الشعور بالفراغ الداخلي المستمر.
- فقدان الاهتمام وانعدام اللذة: فقدان القدرة على الفرح أو الحزن؛ فقدان الرنين العاطفي، أي أن مزاج المريض لا يمكن تفتيحه بالتشجيع
- انعدام الإرادة وزيادة التعب: من بين الأعراض النموذجية الأخرى انخفاض الحافز. في حالة حدوث حالة اكتئاب حادة، من الممكن أن يصل الشخص إلى عدم القيام حتى بالأنشطة الروتينية المعتادة، مثل القيام بأبسط المهام مثل النظافة الشخصية أو التسوق أو الغسيل.

الأعراض الإضافية هي: 
1. صعوبة التفكير والتركيز واتخاذ القرارات وتذكر الأشياء
2. انخفاض احترام الذات والثقة بالنفس
3. الشعور بالذنب والنقص
4. النظر للحياة والمستقبل بطريقة سلبية ومتشائمة: وذلك يتجلى في المخاوف المبالغ فيها حول المستقبل، والشعور باليأس، والعجز.
5. الأفكار الانتحارية والرغبة بالموت: غالباً ما يعاني الأشخاص المتأثرين بشدة من تعكر المزاج بشكل كبير والتعب وفقدان الاهتمام بالأشياء من حولهم، وقد يرَ بعض المكتئيبين أنه لا جدوى من الحياة. وغالبًا ما تؤدي هذه الحالة المؤلمة إلى الانتحار.[23]
6. اضطرابات النوم
7. فقدان الشهية
8. الصداع والتعب لأقل مجهود.[24]

قد يكون هناك أيضًا متلازمة جسدية:
- فقدان الاهتمام أو انعدام اللذة: نقص واضح في الرغبة أو المتعة في كل الأشياء التي كانت تثير الرغبة أو المتعة.
- عدم القدرة على الاستجابة عاطفيا للبيئة.
- فقدان أو افراط في الشهية بشكل ملحوظ.
- فقدان الوزن أو زيادة الوزن.
- يمكن أن يقل الاهتمام بالعلاقة الجنسية أو تختفي (فقدان الرغبة الجنسية).

شدة
- الدخول في مرحلة (اللاشعور)

يتم تصنيف الشدة وفقًا لـ المراجعة العاشرة للتصنيف الدولي للأمراض وفقًا لعدد الأعراض:
- الاكتئاب الخفيف: اثنين من الأعراض الرئيسية واثنين من الأعراض الإضافية.
- الاكتئاب المعتدل: اثنين من الأعراض الرئيسية وثلاثة إلى أربعة أعراض إضافية.
- الاكتئاب الحاد: ثلاثة أعراض رئيسية وخمس أعراض إضافية أو أكثر.

### الاختلافات بين الجنسين
يمكن التعبير عن أعراض الاكتئاب بطرق مختلفة عند النساء والرجال. الاختلافات في الأعراض الأساسية صغيرة. في حين أن الأعراض مثل الإحباط والتفكير أكثر شيوعًا لدى النساء، هناك أدلة واضحة على أن الاكتئاب يمكن أن ينعكس أيضا في الميل إلى السلوك العدواني عند الرجال. في دراسة أجريت عام 2014، ارتبطت الأعراض المختلفة بين النساء والرجال بالاختلافات في النظم البيولوجية للاستجابة للإجهاد.

## الأطفال والمراهقين
أصبح من الممكن التعرف على أعراض الاكتئاب عند الأطفال في سن ما قبل المدرسة بشكل جيد نسبيًا، ولكنه يتطلب النظر في بعض التفاصيل. الأمر نفسه ينطبق على تلاميذ المدارِس والشباب. يبلغ معدل انتشار الاكتئاب بين الأطفال حوالي ثلاثة بالمائة، ولدى المراهقين حوالي ثمانية عشر بالمائة. غالبًا ما يصعب التعرف على الأعراض لدى الأطفال والمراهقين لأنها تتداخل مع السلوك المعتاد في عمرهم. وهذا يجعل التشخيص أكثر صعوبة. كما يخضع الأطفال والمراهقون لنفس طريقة التشخيص التي يخضع لها البالغون. ومع ذلك، قد يكون عند الأطفال ميل واضح إلى الإنكار ومشاعر كبيرة من العار. في مثل هذه الحالة، يمكن أن تكون الملاحظة السلوكية وإستجواب الوالدين مفيدين. كما ينبغي أن يؤخذ في عين الاعتبار العبء الأسري للاضطرابات الاكتئابية وغيرها من الاضطرابات. وفيما يتعلق بالاكتئاب، كثيرًا ما ينشأ الاكتئاب لدى الأطفال وكذلك المراهقين بسبب المشاكل الأسرية واضطراب العلاقة أو تاريخ مرضي للعائلة٬ فضلًا عن الحرمان في مرحلة الطفولة المبكرة أو حتى الاعتداء العقلي والبدني والجنسي. يمكن أن تشمل الخطوات التشخيصية الإضافية أيضًا إجراء دراسة استقصائية للمدرسة أو رياض الأطفال فيما يتعلق بحالة الطفل أو المراهق.

## التشخيص
يبدأ تشخيص الإصابة بالاكتئاب من قبل الطبيب النفسي أو أخصائي الصحة النفسية، وترجع أهمية ذلك لاستبعاد الإصابة بالمشاكل الصحية الأخرى التي تُسبب أعراضًا مشابهة لأعراض الاكتئاب، بسبب الصعوبات الخاصة في تشخيص وعلاج الاكتئاب في مرحلة الطفولة، يجب دائمًا فحص الأطفال والمراهقين الذين يشتبه في أنهم يعانون من الاكتئاب من قبل أخصائي في الطب النفسي للأطفال والمراهقين والعلاج النفسي أو من قبل معالج نفسي للأطفال والمراهقين.
يقوم الأطباءُ بتشخيص الاكتئاب استنادًا إلى الأعراض، لذلك قد يتضمن تشخيص إخضاع المصاب لفحص جسديّ عام، والتقييم النفسي حيث يوجّه الطبيب المختص بالصحة النفسية مجموعةً من الأسئلة للمصاب؛ فيما يتعلّق بالأعراض، والأفكار، والمشاعر، وأنماط السّلوك. وتتضمت الأساليب الشائعة لتقييم شدة الاكتئاب مقياس هاملتون للاكتئاب (HAMD)، ومقياس بيك للاكتئاب (BDI)، ومقياس زونغ للركود الذاتي، وقائمة أعراض الاكتئاب (IDS)، والتي تنقسم إلى واحدة إصدار التقييم الذاتي متاح.

### الاستبيان
وفقًا للمبدأ التوجيهي S3 لاكتئاب أحادي القطب، يوصى بالاستبيانات التالية للفحص:
- مؤشر منظمة الصحة العالمية خمسة لسعادة (WHO-5)
- استبيان صحة المريض (PHQ-D لفترة قصيرة)
- هناك طريقة أخرى للتعرف بسرعة على الاضطراب الاكتئابي وهي ما يسمى بـ«اختبار السؤالين».

يوصى بالاستبيانات التالية في الدليل التوجيهي لتشخيص المتابعة، أي لتحديد مدى استجابة العلاج وتحسن الأعراض:
استبيانات التقييم الذاتي
- استبيان صحة المريض (PHQ-D)
- مقياس بيك للاكتئاب (BDI أو BDI-II)
- مقياس القلق والاكتئاب في المستشفى (HADS)
- مقياس الاكتئاب الشيخوخة (GDS)
- استبيان حول تشخيص الاكتئاب وفق DSM-IV (FDD-DSM-IV).

استبيانات التقييم الخارجي:
- مقياس هاميلتون لتقييم الاكتئاب (HDRS)
- بيش-رافائيلين مقياس الكآبة (BRMS)
- مونتغمري-Åsberg مقياس تصنيف الاكتئاب (MADRS).

### التشخيص التفريقي
يساعد التشخيص التفريقي استبعاد الالتباس المحتمل مع أحد الأمراض أو الاضطرابات التالية:
- عسر الهضم
- اضطراب ثنائي القطب
- اضطراب الشخصية الحدية
- اضطراب التكيف
- متلازمة التعب المزمن
- متلازمة الإدمان بسبب المؤثرات العقلية
- فقر الدم الخبيث، ونقص فيتامين بي12
- مرض الغدة الدرقية
- فقر الدم[31][32]
- سوء امتصاص الفركتوز[33]
- الداء البطني

## تصنيف
مخطط تشخيص المراجعة العاشرة للتصنيف الدولي للأمراض إلزامي حاليًا في الممارسة الطبية. يتم تمييز شدة الاكتئاب من خلال المصطلحات المصاحبة لحالة الاكتئاب الخفيف والمتوسط والشديد، مع إضافة أو بدون أعراض ذهانية.
- الاكتئاب الخفيف: قد يعاني الشخص المُصاب بالاكتئاب الخفيف، من تعكّر المزاج من وقت إلى آخر، وعادةً ما يبدأ المرض بعد تعرض الشخص إلى حدث مرهقٍ فيسيطر القلق والإحباط على المريض، غالبًا ما تكون تغيرات أسلوب الحياة كفيلة للإصابة بهذا النوع من الاكتئاب.[34]
- الاكتئاب الحاد: هو عبارة عن الشعور بحزن وألم نفسي شديد، وهو مرضًا خطيرًا قد يهدد حياة الإنسان ويترك على الجسم أعراضًا شديدة، قد يعاني المكتئب اكتئبًا شديدًا من أعراض جسدية وقد يعاني أيضًا من التوهم والهلوسة، وفي الغالب قد يؤدي إلى الانتحار لذلك يحتاج إلى علاج وتدخل طبي سريع.
- اضطراب اكتئابي مستمر: أو اكتئاب جزئي هو اكتئاب مزمن يستمر لمدة طويلة قد تصل إلى سنتين أو أكثر (سنة واحدة للأطفال والمراهقين). قد يعاني المصابون من أعراض مثل فقدان الاهتمام بالأنشطة اليومية العادية، وشُعر بفقدان الأمل، وانخفض مستوى ثقة بنفس، وشعور عام بعدم الكفاءة. وقد تستمر هذه المشاعر لسنوات عديدة.
- نوبة اكتئاب عظمى: هي فترة تتميز بأعراض اضطراب الاكتئاب. يُعاني المصابون في المقام الأول من الاكتئاب لمدة أسبوعين أو أكثر، وفقدان الاهتمام أو المتعة بالأنشطة اليومية، وقد يؤثر على الشُعور والتفكير والسلوك مصحوبًا بأعراض أخرى مثل مشاعر اليأس والقلق والشعور بالذنب والتهيج، والتغيرات في الشهية. تحسَّن معظم الأشخاص المصابين بالاكتئاب بالأدوية أو العلاج النفسي.[35][36]
- الاكتئاب الذهولي: يعتبر الاكتئاب الذهني اكتئابًا شديدًا، وقد يعاني الأشخاص منه من أعراض جسدية، بالإضافة للتوهم والهلوسة أو مخاوف أخرى والضعف الإدراكي. ويحتاج الأشخاص الذين يعانون من الاكتئاب الذهني دائمًا إلى العلاج الطبي.[37][38]
- الاكتئاب الموسمي: يبدأ الاضطراب العاطفي الموسمي وينتهي في نفس الأوقات من كل عام.[39] وهذا الاكتئاب ناتج عن انخفاض معدل ٱشعة الشمس مع اقتراب فصل الشتاء وتراجع ساعات النهار. ويشعر المصابون بالاضطراب العاطفي الموسمي برغبة شديدة في تناول الكربوهيدرات والشكولاتة، وبحاجة شديدةٍ إلى النوم.
- الاكتئاب ثنائي القطب: يتأرجح مزاج الأشخاص الذين يعانون من هذا النوع من الاكتئاب ما بين الجيد والسيئ، فتتراوح حالتهم ما بين الاكتئاب ونوبات من الابتهاج غير الطبيعية. تؤدّي بالشخص في بعض الأحيان للقيام بأعمال طائشة وغير مسؤولة، إضافة إلى ذلك، يفيض هؤلاء الأشخاص بالطاقة والحيوية ويتكلمون بسرعة والاندفاعية، وقد تراودهم بعض الوهّمات والهلوسة.[40][41][42]
- اكتئاب ما بعد الولادة: هو نوع من اضطراب المزاج المرتبطة بالولادة، والذي يمكن أن يُؤثر على كلا الجنسين.[43] قد تشمل الأعراض الحزن الشديد، وفقدان الطاقة، والقلق، ونوبات البكاء، والتهيج، والتغيرات في أنماط الأكل أو النوم.[43] عادةً ما تظهر الأعراض ما بين أسبوع إلى شهر واحد بعد الولادة.[43] يمكن أن يؤثر اكتئاب ما بعد الولادة سلبًا على الطفل حديث الولادة.[44][45]
- الضطراب العاطفي الموسمي: هو نوع من الاكتئاب المرتبط بالتغيُّرات الموسمية، يبدأ الاضطراب العاطفي الموسمي وينتهي في نفس الأوقات من كل عام. وتكون الأعراض أكثر وضوحًا وشدَّة خلال فصل الشتاء.[46] بسبب انخفاض معدل أشعة الشمس وتراجع ساعات النهار. وتشمل الأعراض الشائعة النوم أكثر من اللازم، والشعور بانعدام الطاقة، والإفراط في تناول الطعام.[47][48]

## الوقاية
الاهتمام بالوقاية من الاضطرابات العقلية في ازدياد.
- حيث أظهرت الأبحاث انخفاضا في عدد حالات الاكتئاب الجديدة عندما بدأ الناس بالمشاركة في التدخلات بنسبة 22% و38% في التحليل التلوي. ففي دراسة أجريت على مرضى مصابين باكتئاب دون العتبة، المرضى الذين تلقوا حدا أدنى من العلاج النفسي عانوا من الاكتئاب بعد سنة واحدة (أقل بـ7 نسب مئوية من المرضى الذين انضموا لمجموعات تحكم). هذه التدخلات اقتصادية أيضا وتوفر الكثير من المال. *يوفر مركز رعاية الصحة العقلية بهولندا نظام التدخلات الوقائية مثل صف «التعامل مع الاكتئاب» للمصابين باكتئاب دون العتبة. أظهر تحليل التلوي أن الذين اتبعوا هذا الصف حصلوا على 38% نسبة أقل بالإصابة بالاكتئاب من أولئك اللذين انضموا لمجموعات تحكم. حقق تدخل الرعاية المكثفة (الانتظار والمراقبة، والعلاج السلوكي المعرفي، والأدوية إذا تطلب الأمر) نسبة إصابة أقل بـ 50% في مجموعة المرضى الذين تتراوح أعمارهم بين 75 سنة فأكثر. كما وجدت دراسة واحدة عن الاكتئاب تأثيرا محايدا على التقدم الشخصي، والاجتماعي، والصحي، والتعليمي، والمدرسي. فتضمنت تعليقا حول احتمالية تزايد درجات الاكتئاب عند الأشخاص الذين تلقوا العلاج السلوكي المعرفي بسبب الإقرار الذاتي والاعتراف بأعراض الاكتئاب المتواجدة وأنماط التفكير السلبي. كما أن هناك دراسة أخرى وجدت نتيجة محايدة أيضا.

## الحالات

### في الشباب
44% من طلاب الجامعات الأمريكية أخبروا عن شعورهم بأعراض الاكتئاب. تشير هذه البيانات إلى أن العمر التقليدي لطلاب الجامعات معرض أكثر للإصابة بالاكتئاب أو بالكآبة.
تستخدم 44 كلية وجامعة أمريكية كل عام عينة عشوائية من إدارة الكلية الأمريكية للجمعيات الصحية (أي سي إتش أي) والكلية الوطنية للتقييم الصحي (أن سي إتش أي) لاستبيان 28.000 طالبـ/ـة. ينظر هذا الاستبيان للحالة الصحية والسلوكية للطلاب بما في ذلك من أعراض كآبة أو اكتئاب في عامهم الدراسي السابق. استنادا إلى النتائج، ارتفعت معدلات الطلاب الذين شخصوا بالاكتئاب من 10% في عام 2000 إلى 21% في عام 2011. ذكرت الطالبات أعراض الاكتئاب بمافي ذلك شعور 22% منهن أن حياتهن ميؤوس منها، و23% منهن يشعرن بالوحدة، و26% منهن كن يشعرن بالحزن الشديد خلال الأسبوعين السابقين للاستبيان. النساء أكثر عرضة للاكتئاب من الرجال في 2011.

### في البالغين

#### في السجناء
نسبة الأمراض العقلية في الجناة مرتفعة حيث قدر مؤخرا أن ما بين 50-70% من الأفراد المحتجزين قد شخصوا بالاكتئاب أحادي القطب. كانت الطريقة التي تتم فيها إدارة الاكتئاب في السجون موضوع الكثير من النقاشات، وأشارت دراسة أمريكية كانت قد أقيمت على 5.305 سجين في تكساس تم تشخيصهم بالاكتئاب إلى اختلاف كبير في وصف أنماط واستخدام التدخلات النفسية والاجتماعية بين السجون. كما أظهرت الدراسة أن أكثر من خمس المرضى الذين يعانون من الاكتئاب ظلوا دون علاج بالرغم من تأكيد التشخيص. أبدى قلق مماثل في المملكة المتحدة من قبل جون بودمور الرئيس السابق للسجون والعامة والمرافق الانتقالية مشيرا إلى أنه «حتى أحسن السجون التي تتميز بأفضل الأنظمة والعاملين الأكثر التزاما يعانون في خلق بيئة لا يزدهر فيها القلق والاكتئاب.»
من المهم أن يقوم الأطباء والعاملين في الرعاية الصحية مع المرضى داخل نظام العدالة الجنائية بتقييم وإدارة المرضى الذين يعانون من الاكتئاب بشكل فعال، والتأكد من أن التحيزات الكامنة التي قد يشعرون بها لا تؤثر على الرعاية التي يقدمونها. ينبغي توفير جميع العلاجات الدوائية وغيرالدوائية لمرضى السجون بنفس الطريقة التي توفر بها العلاجات للمرضى الآخرين وفقا للمبادئ التوجيهية السريرية في المملكة المتحدة.

## طرق العلاج
من المهم جدا أن نعلم أنه ليس هناك في الحياة حلول فورية للمشاكل. حل المشاكل يستغرق وقتا وطاقة وجهدا. في العلاج لا ينبغي أن ننظر إلى العقل والنفس والبدن كوحدات منفصلة بعضها عن الآخر، بل ينبغي أن ننظر لها كوحدة واحدة .
فلا يمكن معالجة العقل بعيدا عن معالجة الروح والنفس.

### العلاج الذاتي للاكتئاب
أثبتت إحدى البحوث العلمية مؤخراً أن الابتسامة تؤثر على الشرايين التي تغذي المخ بالدم فيزداد تدفقًا إليه مما يبعث في النفس الهدوء والإحساس بالبهجة والسرور - 
أظهرت إحدى الدراسات التي نشرت مؤخرا  ان الصداقة تحميك من الاكتئاب .
كما أن الأصدقاء يساعدون أيضا في التقليل من خطر الإصابة بأمراض القلب ويعملون على تعزيز نظام المناعة .
فالأصدقاء يشكلون حماية من الإجهاد والاكتئاب .
ويوصي الأطباء النفسانيون في هذا بمخالطة من لهم مشاكل نفسية وتغلبوا عليها : فقد يكون من المفيد أن تلتقي مع آخرين ممن يعانون من الاكتئاب. قد يساعد هذا على إزالة مشاعر الانعزال وفي نفس الوقت تريك كيف تمكن الآخرون من التغلب على مصاعبهم. أن تجد أن بإمكانك أن تساعد الآخرين قد يساعدك أنت أيضا. هذه المجموعات عادة ما يقودها أناس قد تغلبوا على الاكتئاب هم أنفسهم.

### العلاج الإجتماعي
وهو علاج تشترك فيه البيئة المحيطة بالمكتئب من والدين وإخوة ومربين وموجهين ومن أهل الاختصاص وهو يتطلب تجاوباً ذاتيا ممن يعاني من تسلّط هذه الأعراض عليه .
- -1الحوار - الاستشارة النفسية - :

مع شخص ما مدرب على فن الاستماع. الأمر الذي يسمح للمريض بالتعبير عن مشاعره. فالحديث والاستماع من قبل - شخص ما- يظهر التفهم والقبول قد يعين المريض على اكتشاف الأمور التي تزعجه.
المستشار النفسي قد يكون بإمكانه المساعدة على الوصول إلى فهم أعمق للمشاعر والأفكار والسلوك.
يساعدك على إيجاد طرق للتغلب على المشاكل التي تعاني منها.
إنه يهدف إلى توفير الفرصة لك للعمل على الحياة بطريقة أكثر إشباعا وإنتاجا.
قد تتشجع على النظر بإمعان إلى ماضيك، خصوصا طفولتك وعلاقاتك مع الأشخاص الذين كان لهم تأثير بارز في حياتك.
يساعدك على إدراك المشاكل والتغلب على الصعوبات العاطفية. المُعالج يُمكّنك من إيجاد صلات بين أفكارك وكيف تؤثر أفكارك فيك وفي سلوكك.
أكثر ما يحتاج إليه المصابون بالاكتئاب هو شخص يقوم برعايتهم. المديح هو أمر أكثر فعالية من الانتقاد. بإمكانك أن تذكرهم بأنه من الممكن أن يقوموا بأشياء لتحسين موقفهم، لكن عليك أن تقوم بهذا بعناية ولطف ليكون له أثره.
- -2 العقاقير :

يمكن استخدام الأدوية لعلاج حالات معينة من الاكتئاب وذلك بإشراف الطبيب المختص، تخفف هذه الأدوية من الأعراض الشديدة للاكتئاب، وعادة ما تستغرق هذه الأدوية بين أسبوعين إلى أربعة أسابيع ليبدأ تأثيرها. لأدوية الاكتئاب تأثيرات جانبية يجب الانتباه لها ومناقشتها مع الطبيب المختص، ونادراً ما تسبب الإدمان إذا أعطيت بشكل مدروس من حيث الجرعة والمدة. من أهم أنواعها مضادات الاكتئاب ثلاثية الحلقة.
عادة ما يلجأ الأطباء للعلاج الدوائي للاكتئاب في الحالات التالية:
- إذا كان الاكتئاب جزءاً من الاضطراب ثنائي القطب.
- ظهور أفكار انتحارية.
- محاولات إيذاء النفس أو الآخرين.
- القهم الحاد (فقدان الشهية).

- 3-العلاج بالصدمة الكهربائية :

ولكن لها آثار سلبية على الدماغ ويمكن صدم الشخص لثلاث مرات فقط.
4-العلاج بالضوء :
بين 15 و 25 في المئة من الناس الذين يعانون من اضطراب الاكتئاب المتكررة تظهر نمط موسمي حيث تتفاقم الأعراض خلال أشهر الشتاء وتهدأ خلال فصلي الربيع والصيف. يحدد DSM-5 هذا الاضطراب كما اكتئابي اضطراب، المتكررة، مع نمط الموسمية. وقد عرفت عادة باسم الاضطراب العاطفي الموسمية الاكتئاب .وقد اقترح مشرق العلاج بالضوء كعلاج الخط الأول لفصل الشتاء «البلوز» وكعامل مساعد في MDD مزمن أو اكتئاب مع التفاقم الموسمية (كاراسو وآخرون، 2006). ويعتقد SAD يجب أن تكون متصلة وجود هرمون الميلاتونين، الذي تنتجه الغدة الصنوبرية. الميلاتونين يلعب دورا في تنظيم الإيقاعات البيولوجية للنوم والتفعيل. يتم إنتاجه خلال دورة الظلام ويغلق في ضوء اليوم. خلال الأشهر ساعات الظلام أطول، هناك زيادة إنتاج الميلاتونين، الذي يبدو انه يؤدي إلى أعراض SAD لدى الأشخاص المعرضين.
وقد تبين أن العلاج بالضوء، أو التعرض للضوء، يعتبر علاجا فعالا للاكتئاب يدار العلاج الخفيف من قبل مربع الضوء 10000 لوكس، الذي يحتوي على أنابيب الضوء الفلورسنت الأبيض مغطاة بشاشة من البلاستيك الذي يمنع الأشعة فوق البنفسجية. الفرد يجلس أمام مربع مع عيون مفتوحة (على الرغم من أنها لا ينبغي أن ننظر مباشرة إلى النور). العلاج يبدأ عادة مع 10- إلى 15 دقيقة جلسات، وتتقدم تدريجيا إلى 30 إلى 45 دقيقة. بعض الناس يلاحظون تحسنا سريعا، في غضون بضعة أيام، في حين أن البعض الآخر قد يستغرق عدة أسابيع ليشعر على نحو أفضل. ويبدو أن الآثار الجانبية هي الجرعة ذات الصلة، وتشمل الصداع، وإجهاد العين، والغثيان، والتهيج، ورهاب الضوء (حساسية العين للضوء)، والأرق (عند استخدام العلاج بالضوء في وقت متأخر من اليوم)، ونادرا ما تكون هوس خفيف (تيرمان & ترمان، 2005). وقد أظهرت العلاجات الخفيفة ومضادات الاكتئاب فعالية مماثلة في دراسات علاج ساد. قارنت إحدى الدراسات فعالية العلاج الخفيف ل ساد للعلاج اليومي مع 20 ملغ من فلوكستين (لام وآخرون، 2006). وخلص الباحثون إلى أن "المعاملة الخفيفة أظهرت بداية الاستجابة المبكرة وانخفاض معدل بعض الأحداث السلبية بالنسبة للفلوكستين، ولكن لم تكن هناك فروق ذات دلالة إحصائية أخرى في النتائج بين العلاج الخفيف والأدوية المضادة للاكتئاب.